# Østbanegade
Østbanegade er en ca. 2 km lang gade på Østerbro og Indre By i København. Den begynder ved Oslo Plads/Østerport Station og fortsætter mod nord langs skinnerne til Middelfartsgade. Efter at bydelsgrænsen blev flyttet, ligger en del af Østbanegade formelt set i Indre By.

## Historie
Det blev i 1893 vedtaget at anlægge Østbanegade. Jernbanedæmningen blev taget i brug 1897. Gadens navn stammer fra samme år. Det skyldes beliggenheden ved Københavns Østbanegård – i dag kaldet Østerport Station – som åbnede samme år. Gaden var så småt anlagt to år forinden, samtidig med anlæggelsen af jernbanen fra Nørrebro over Svanemøllen til den nye frihavn i 1895. Banen blev forlænget til Østerport 1897 og videre til Københavns Hovedbanegård i 1917.
Østerport St. er opført som endestation for Kystbanen. Arkitekten er DSBs chefarkitekt Heinrich Wenck, også manden bag hovedbanegården samt den lille, charmerende Frihavnens Station. Østerport St. hed frem til 1934 Østbanegaarden, naturligvis fordi Østerport er opkaldt efter byporten, der indtil 1857 lå tæt på, hvor stationen ligger i dag.
Omtrent hvor den nuværende Nordhavn Station ligger i dag, lå det første kalkbrænderi, der i 1731 blev anlagt på en kunstig odde. Stationen blev åbnet sammen med S-banen mellem København H og Hellerup i 1934. Busterminalen kom til i 1984 som afløser for Melchiors Plads.
Siden 1859 lå Kryolitfabrikken på Østbanegade, helt præcist mellem Strandboulevarden, Østbanegade, Hjørringgade og Gammel Kalkbrænderi Vej på et 300 x 300 meter stort areal. Lokalt kaldet ”Kryolitten”, som lukkede i 1990. Kryolitten, der kom sejlende hertil fra Ivittuut i Grønland, brugtes til fremstilling af soda. På grunden lå der bl.a. en Sodafabrik og Svovlsyrefabrik. Da affaldet fra fremstillingen blev kørt ud og pøst i havet ved strandlinjen, blev grunden hele tiden større og større. På den enorme grund – der tidligere havde været en del af den såkaldte ”De fattiges Dyrehave” – blev Tietgens Have opført i 1990’erne. Bebyggelsen blev opkaldt efter den allestedsnærværende finansmand C.F. Tietgen, der også var involveret i kryoliteventyret. Her ligger i dag også Charlottehaven.
Østbanegade danner sammen med den forhøjede jernbane en afgrænsning mod Havnen. Man kan sige, at det er Østerbros ”bymur”, der beskytter østerbroerne mod den kraftige trafik fra Kalkbrænderihavnsgade. En gennemgang ud til Kalkbrænderihavnsgade ved Nordre Frihavnsgade er udsmykket af Ib Spang Olsen med motiver fra hans barndoms Østerbro.
En af Østbanegades mest markante bygninger er højhuset Domus Portus (Østbanegade 103). Bygningen er opført i 1961 ved Ole Hagen og er Danmarks 27. højeste bygning (55 meter). Der er 16 etager i beboelsesejendommen. Plesner-bygningen på Amerika Plads og Domus Portus på Østbanegade er de klart højeste i kvarteret og kan ses langvejs fra.
Østbanegade har altid været skarpt opdelt mellem den eksklusive sydende, og den mere folkelige nordende.
Bebyggelsen mellem Kristiniagade og Østbanegade er opført mellem 1899-1910. Her lå det tidligere Glacis-areal, et let skrånende område udenfor Kastellet. De fine ejendomme i begyndelsen af Østbanegade markerer en overgang mellem Indre By og Østerbro. Her blev opført herskabelige boliger, der tydeligvis var beregnet for den mere velhavende del af bybefolkningen.
På det allernordligste stykke er der derimod almennyttige boliger, samt desuden en smal bræmme ud mod skinnerne, hvor der er opført en snes små og charmerende kolonihaver med små huse, som er godt gemt bag hække og krat.
Denne opdeling ses allerede for 60 år siden. I 50’erne fandt man småhandlende i kælder- og stueetagen, men lidt mere eksklusive end andre gader: Fx lå der i nr. 3 en vinhandel, 5 blomsterhandel, 9 antikviteter, 13 vaskeri, 29 møbelpolstrer, 37 middagskøkken og 157 pianosnedker.
Blandt de opførte i vejviseren finder man – især i den sydlige del – mange direktører, læger, konsulinder, akademikere og grosserer o.lign. og få håndværkere. I den nordlige del kan man godt finde mindre fabrikker og en skibsprovianteringshandel (nr. 105), men ikke kul- og koks-eller frugthandlere og mejerier, som man finder i mange andre gader på datidens Østerbro.

## Nævneværdige bygninger i gaden
(Følgende numre ligger efter den seneste ændring af bydelsgrænserne officielt i Indre By)
- Nr. 1. Glacispalæet (1900-03 af Andreas Clemmensen), tidligere hovedsæde for Monberg & Thorsen. Her lå engang den legendariske restaurant Glacis, bl.a. under besættelsen.

- Nr. 5-7: Glacispalais, herskabelig ejendom fra 1903. I nr. 7 boede og arbejdede tidligere kongelig hoffotograf Rigmor Mydtskov.

- Nr. 9: Herskabelig ejendom fra 1901-02 af Ludvig Clausen.

- Nr. 11. Glacisgaarden, fredet jugendhus fra 1903-04 af Aage Langeland-Mathiesen. Her boede tidligere operasangerinde Inge Thorsen.

- Nr. 15, 2. sal: Her boede tidligere borgmester Alfred Bindslev.

- Nr. 19-21: Gefion og Gylfe samt portbygning over Mandalsgade. Det pompøse anlæg over for Langeliniebroen er opført 1901-02 ved Philip Smidth og er fredet.

- Nr. 21, 1. sal: Her boede tidligere baronesse Marie Wedell-Wedellsborg. I dag Irlands ambassade.

(Her er vi tilbage på Østerbro inden for bydelsgrænsen igen)
- Nr. 29, kælder + stue: Her boede tidligere filmfotograf Marius Holdt.

- Nr. 37, 2. sal. Her boede tidligere kunstmaleren Henr. Madsen.

- Nr. 43, stuen: Her boede tidligere tegneren Kai Andersen.

- Nr. 55: Her lå tidligere Nordisk Duntæppefabrik A/S og Nordisk Kapokfabrik.

- Nr. 89: Brandstationen fra 1900-01. Den daværende ”Vagt Ø” lå inden da Østerbrogade 47. Arkitekten var Ludvig Fenger samt Ludvig Clausen, der hentede sin inspiration fra Italien (vinduerne er ændret i form og farve).

- Nr. 91-101: (og Næstvedgade/Strandboulevarden/Jens Munks Gade) Etagehusbebyggelsen Haunstrupgaard (1938 af Karl Larsen for Kooperative Arkitekter.

- Nr. 103: Her boede – blandt mange andre – skuespilleren Ole Ernst i højhuset Domvs Portvs, tegnet af Ole Hagen og bygget 1960-61. Før da lå her Det danske Kulkompagnis garageanlæg (1926 af Emanuel Monberg).

- Nr. 120: Nordhavn Station, åbnet 1934.

- Nr. 167: Restauration ”Sandrevet” lå her i 50’erne.

- Nr. 111: Dette hus blev ramt og beskadiget i forbindelse med befrielsen, da det tyske orlogsfartøj Nürnberg pludselig gav sig til at skyde løs. Skibet lå i Frihavnen og ramte de øverste etager af huset her ved Nordre Frihavnsgade.

- Nr. 121: Tietgens Have, opført 1992-94 af Hvidt & Mølgaard. Her lå tidligere, indtil 1990, Øresund's chemiske Fabriker og Kryolith Mine og Handelsselskabet.

- Nr. 145-161: Boligbebyggelsen Nordhavnsgården (1934 af Sven Risom og Christian Tyge Tillisch, vinduer ændret)